# St. Lucia (Broichweiden)

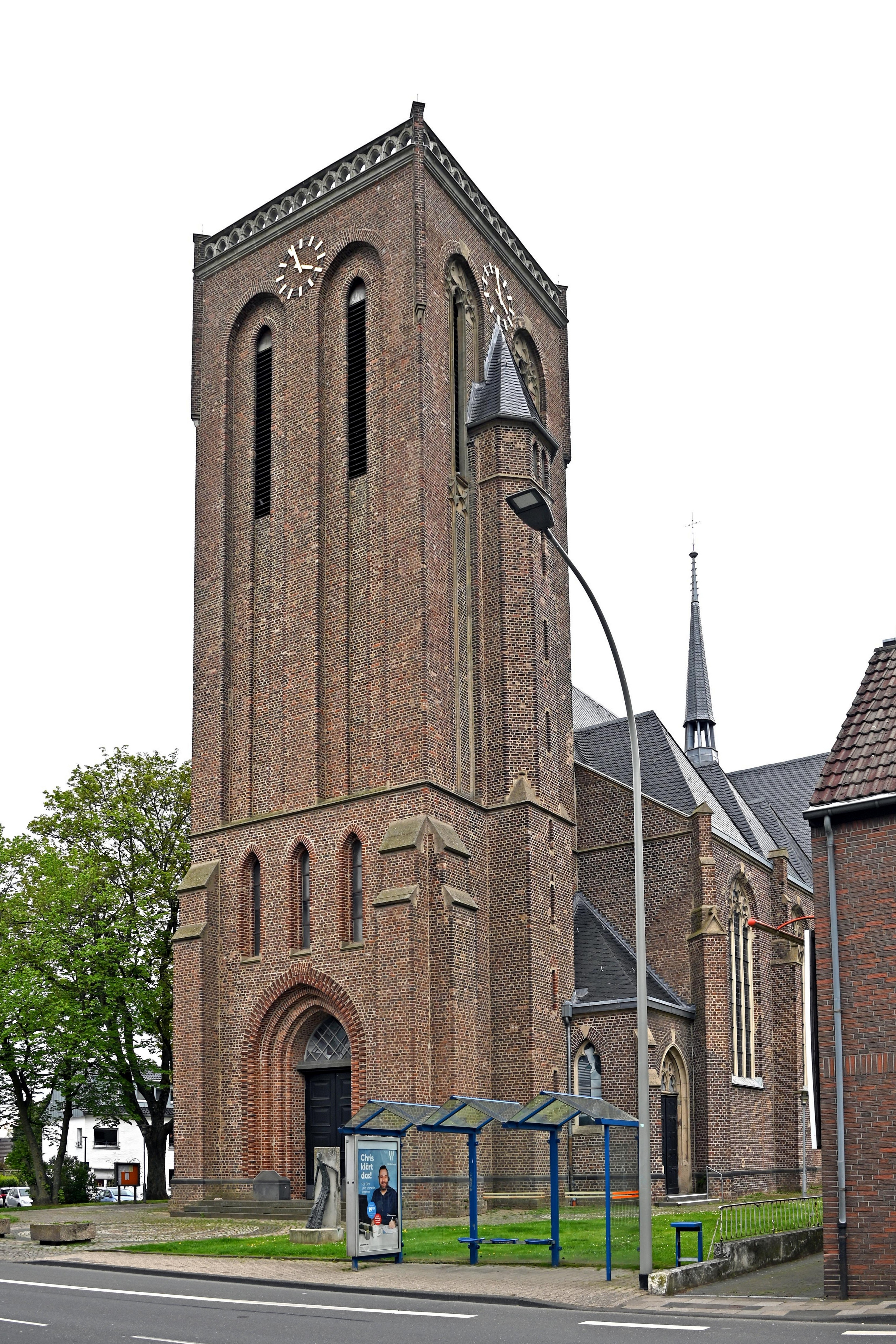
Die Kirche St. Lucia.

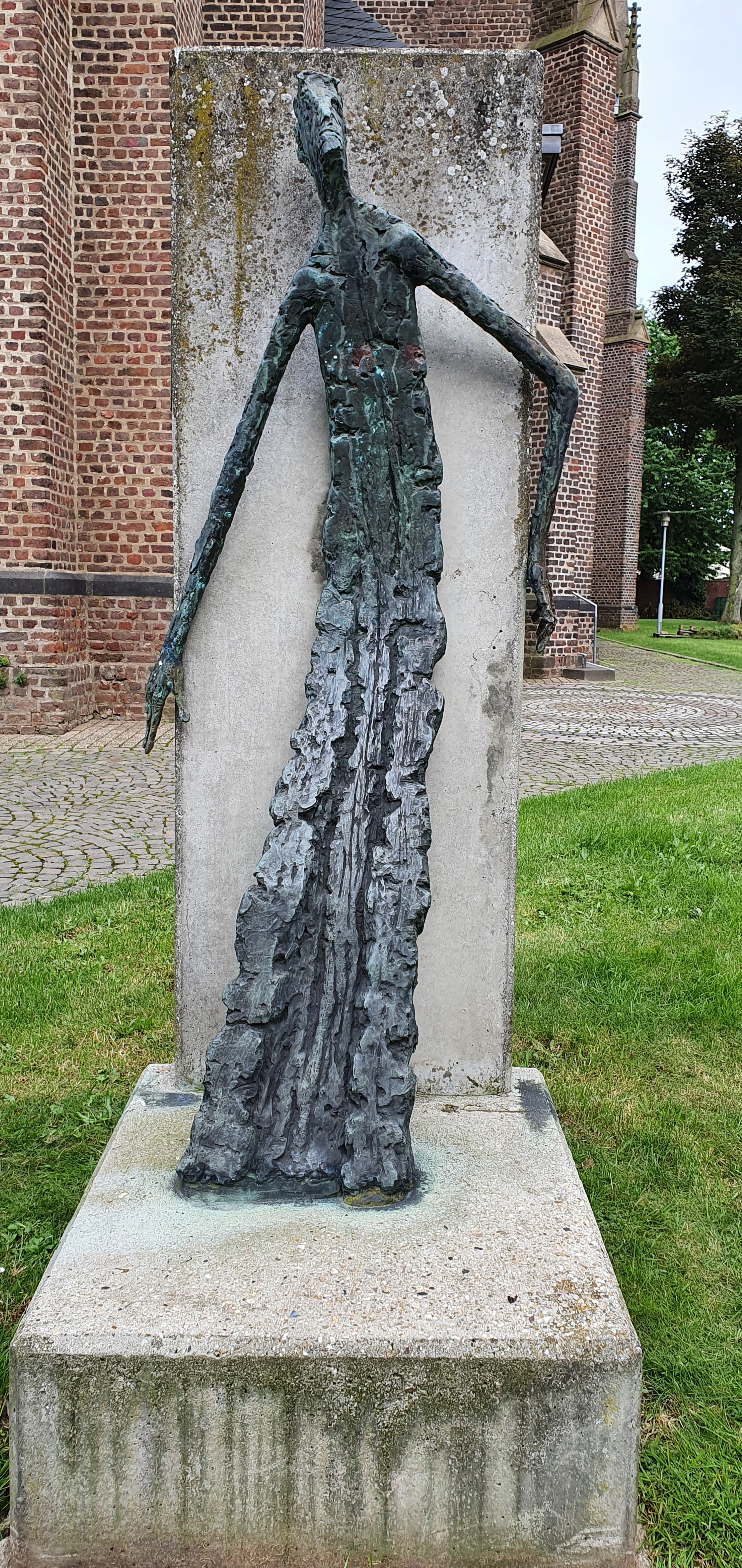
Der Dulder Hiob St. Jobs, Bronzeplastik von Heinz Tobolla von 1970 vor der Kirche.

St. Lucia ist eine Kirche in Broichweiden, einem Ortsteil von Würselen in der Städteregion Aachen, und ist der heiligen Lucia geweiht. Der dreischiffige, neugotische Kirchenbau wurde ab 1900 nach Plänen des Kölner Architekten Theodor Roß erbaut und 1983 unter Denkmalschutz gestellt. Die Gemeinde St. Lucia ist mit ca. 5000 katholischen Christen die zweitgrößte in der Pfarrei St. Sebastian Würselen im Bistum Aachen.

## Baugeschichte

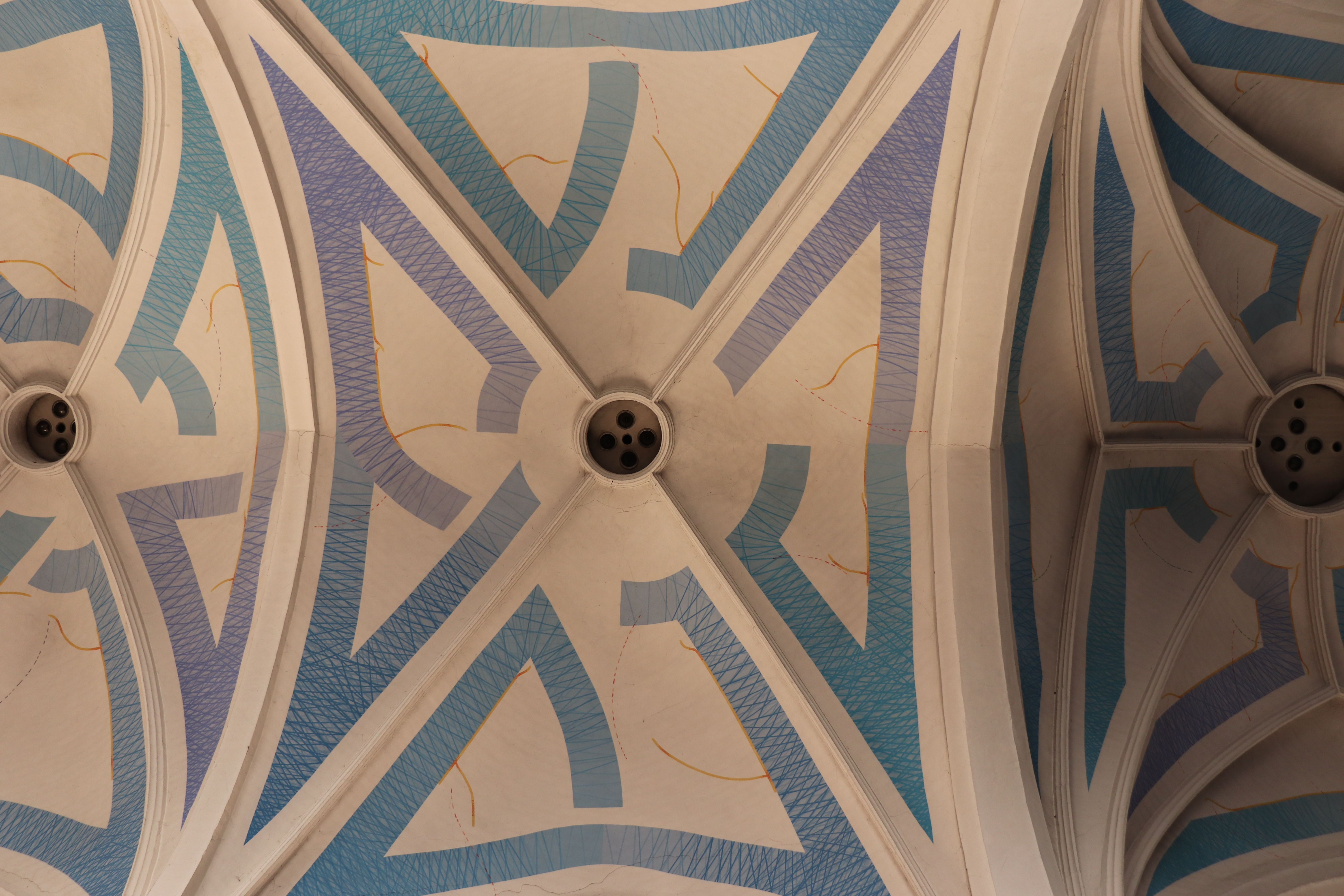
Deckenform des Kirchenraumes

Weil die alte Kapelle St. Jodokus aus dem 15. Jahrhundert altersschwach und auch für die wachsende Gemeinde zu klein geworden war, plante Pfarrer Ferdinand Schiefgen (von 1869 bis 1891 Pfarrer) seit 1889 einen Kirchenneubau. Pfarrer Heinrich Joseph Hubert Westenberg gründete später einen Kirchenbauverein, und am 1. September 1900 wurde mit dem Bau der neuen Kirche begonnen. Durch die widrigen Begebenheiten der Baustelle mussten die Fundamente unterschiedlich tief geführt werden, so dass der Grundstein erst 1902 gelegt werden konnte. Das Rippengewölbe stellte den schwierigsten Teil der Arbeit dar, denn die empfindliche Konstruktion war nicht einfach zu verarbeiten und musste deshalb mit höchster Vorsicht behandelt werden. Bei der Bauweise der gesamten Dachkonstruktion sowie des Gewölbes lassen sich Ähnlichkeiten zu der Peterskirche in Köln-Ehrenfeld erkennen, die der Baumeister Theodor Roß für den Neubau in Broichweiden zum Vorbild nahm. Insgesamt wurden in dem Turm der Kirche 150 Kubikmeter Holz verbaut, denn der Entwurf von Baumeister Roß sah auch eine 31 Meter hohe Helmspitze auf dem Backsteinturm vor. An dieser Spitze wurde einen Monat lang gearbeitet und das endgültige Aufsetzen der Konstruktion auf das Mauerwerk des Turmes nahm drei Wochen in Anspruch.
Im April 1904 wurde die neue Kirche bezogen. Gegenstände wie die Orgel oder den Altar wurden aus der alten, zu klein gewordenen Kirche übernommen. Am 23. Juni 1906 wurde der Neubau durch den damaligen Kardinal Antonius Fischer konsekriert. Die gesamten Baukosten beliefen sich auf ca. 147.000 Reichsmark.
Im Oktober 1944 wurde die Kirche durch Artilleriefeuer schwer beschädigt. Bei den Wiederaufbauarbeiten in den 1950er Jahren wurde die Helmspitze nicht mehr aufgebaut. Bis heute besitzt St. Lucia deshalb einen nur halbfertigen Kirchturm.

## Ausstattung

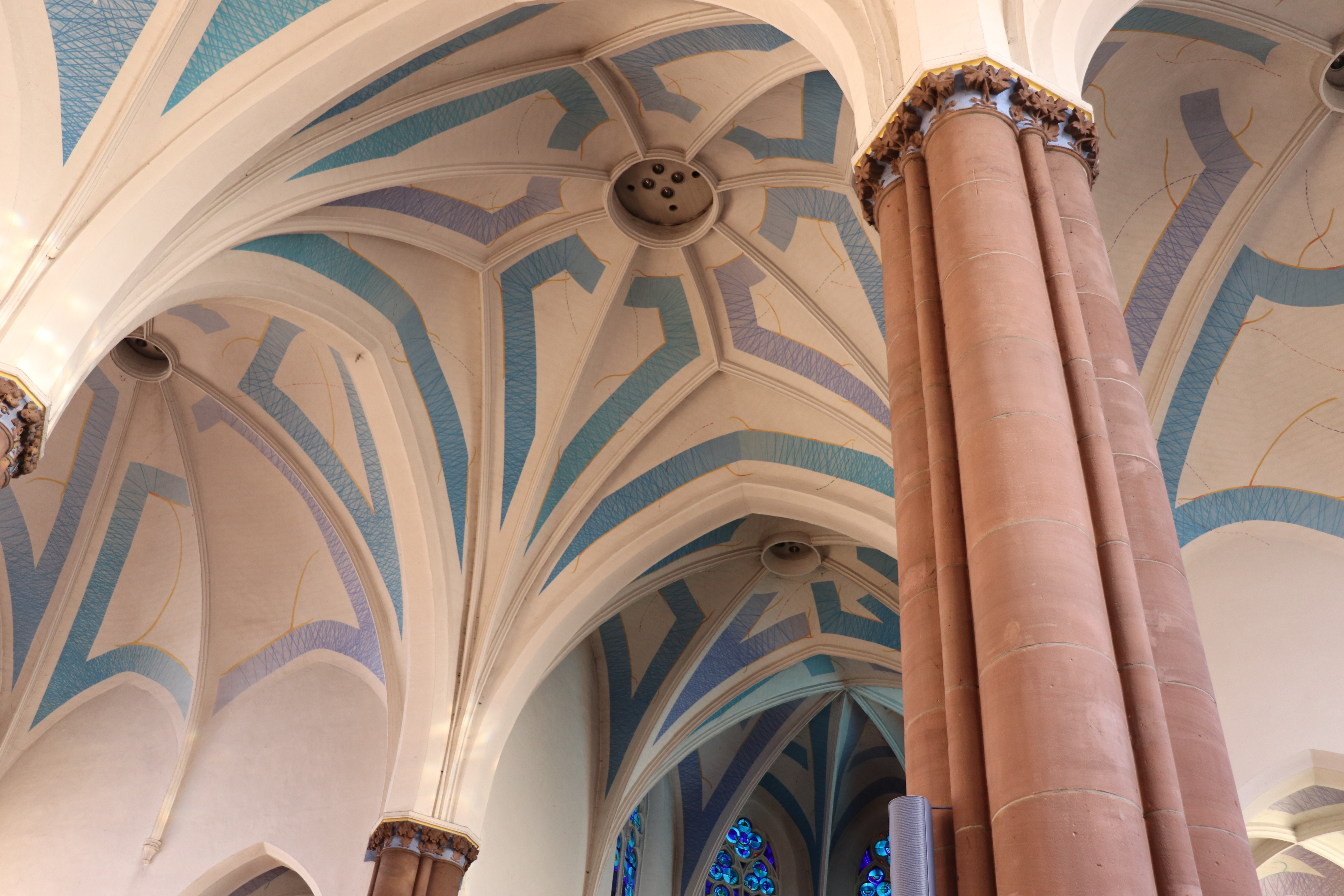
Die bemalte Decke

Der Alsdorfer Künstler Ludwig Schaffrath schuf viele Ausstattungsgegenstände der Kirche, darunter das in der Apsis befindliche Altarretabel wie auch die Fenster und die bläuliche Deckenbemalung. Diese steht symbolisch für den Himmel und die Verbindung zwischen Gott und Mensch. Das Altarbild symbolisiert die Erde in ihrer Zerrissenheit. Der Altar und der Ambo, die aus behauenem Stein bestehen, sind Werke des Aachener Bildhauers Klaus Iserlohe. Das Kreuz ist vermutlich eine spätbarocke Arbeit aus dem Jahr 1780 und diente wahrscheinlich einmal als Wegkreuz. Es ist eine Leihgabe des Bistums Aachen. An den Wänden des Kirchenraumes ist ein Kreuzweg aus dem Jahr 1904 angebracht. Ein zentrales Motiv stellt der zwölfarmige „Lucialeuchter“ von Klaus Iserlohe dar. Den Taufbrunnendeckel schuf Ludwig Schaffrath und erinnert an ein Labyrinth aus Röhren die symbolisch für eine „Lebenswasserleitung“ stehen sollen.
Während der Advents- und Weihnachtszeit wird die Turmkrone der Kirche beleuchtet.

## Orgel

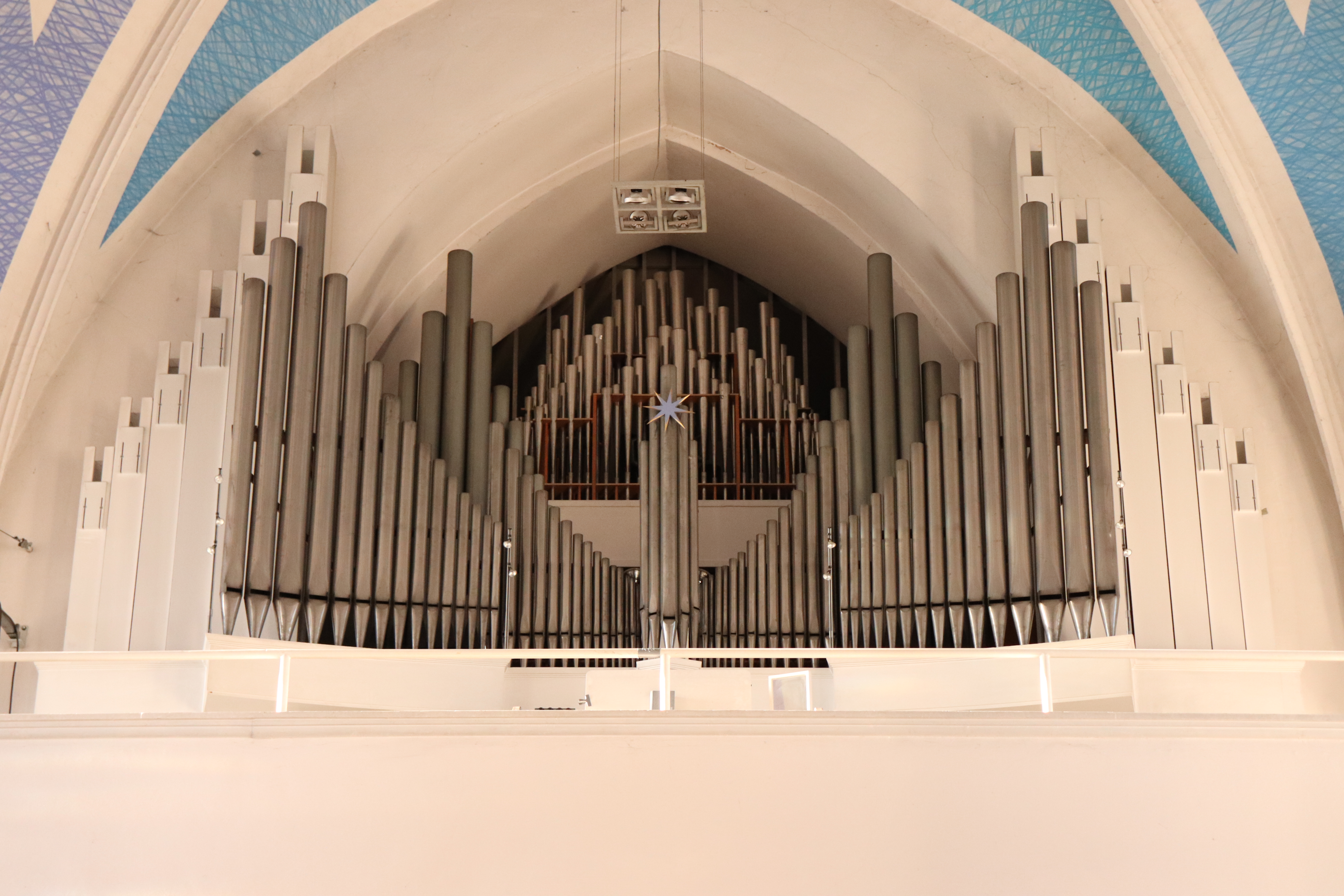
Prospekt der Klais-Orgel

Die Bonner Orgelbaufirma Johannes Klais wurde 1956 damit beauftragt, eine neue Orgel für diese Kirche zu bauen. Diese wurde dann am 9. Dezember 1956 geweiht. Zu einem späteren Zeitpunkt wurde das Instrument um eine Trompeteria erweitert und besitzt nun 40 klingende Register, die sich auf drei Manuale und Pedal verteilen. Die Orgel besitzt eine elektrische Registertraktur und eine elektropneumatische Spieltraktur. Organist war bis Mai 2023 Herr Karl Graf. Nach seinem Tode übernehmen interimsweise Herr Volkmar Michl und Gerd Schicke. Die Disposition lautet:
| I Hauptwerk C–g3 |               |       |
| 1.               | Gedacktpommer | 16′   |
| 2.               | Principal     | 8′    |
| 3.               | Rohrflöte     | 8′    |
| 4.               | Weidenpfeife  | 8′    |
| 5.               | Oktav         | 4′    |
| 6.               | Spitzflöte    | 4′    |
| 7.               | Quinte        | 2 ⁄3′ |
| 8.               | Hohlflöte     | 2′    |
| 9.               | Mixtur IV–VI  | 2′    |
| 10.              | Trompete      | 8′    |
|                  | Zimbelstern   |       |

| II Positiv C–g3 |                  |        |
| 11.             | Lieblich Gedackt | 8′     |
| 12.             | Quintadena       | 8′     |
| 13.             | Praestant        | 4′     |
| 14.             | Koppelflöte      | 4′     |
| 15.             | Schwegel         | 2′     |
| 16.             | Sifflöte         | 1 ⁄3′  |
| 17.             | Terz             | 1 3⁄5′ |
| 18.             | Scharff IV       | 1′     |
| 19.             | Krummhorn        | 8′     |

| III Schwellwerk C–g3 |                |       |
| 20.                  | Holzflöte      | 8′    |
| 21.                  | Gemshorn       | 8′    |
| 22.                  | Principal      | 4′    |
| 23.                  | Waldflöte      | 2′    |
| 24.                  | Sesquialter II | 2 ⁄3′ |
| 25.                  | Cymbel IV–V    |       |
| 26.                  | Trompete       | 8′    |
| 27.                  | Schalmey       | 4′    |

| Pedalwerk C–f1 |                  |     |
| 28.            | Untersatz        | 32′ |
| 29.            | Principalbass    | 16′ |
| 30.            | Subbass          | 16′ |
| 31.            | Oktavbass        | 8′  |
| 32.            | Gedacktbass      | 8′  |
| 33.            | Choralflöte      | 4′  |
| 34.            | Nachthorn        | 2′  |
| 35.            | Hintersatz IV–VI |     |
| 36.            | Posaune          | 16′ |
| 37.            | Basstrompete     | 8′  |

| I Bombardwerk C–g3 |                    |     |
| 38.                | Basson             | 16′ |
| 39.                | Hautbois           | 8′  |
| 40.                | Clairon harmonique | 4′  |

- Koppeln:
  - Normalkoppeln: I/II, I/III, III/II, I/P, II/P, III/P
  - Suboktavkoppeln: I/II

## Glocken
Während des Krieges wurden zwei der drei Glocken im Zuge der Metallspende des deutschen Volkes beschlagnahmt. Die größte der damaligen Glocken ist im Glockenstuhl verblieben, jedoch durch den Beschuss stark beschädigt worden. Das ursprüngliche Geläut setzte sich aus den Tönen es – ges – as zusammen. Man ließ drei neue Glocken anfertigen, um die übrig gebliebene es-Glocke zu ergänzen. Damit wurde die Glockengießerei Mabilon aus Saarburg bei Trier beauftragt. Das heutige Geläut besteht aus vier Glocken (c´, es´, f´, g´). Die schwerste davon ist die „Christusglocke“ mit 2.350 kg, gefolgt von der „Marienglocke“ mit ca. 1.450 kg, der auf die heilige Lucia geweihten Glocke mit 1.000 kg und der dem heiligen Jodokus und Salmanus geweihten Glocke mit 700 kg. Alle vier Glocken sind aus Bronze gegossen.

## Pfarrer
Folgende Pfarrer wirkten an St. Lucia seit Erbauung der Kirche:
- 1906–1911: Heinrich Joseph Hubert Westenberg
- 1912–1921: Michael Giersberg
- 1921–1933: Dr. Dr. Bernhard Maria Friedrich Bergervoort
- 1933–1942: Carl Fischer
- 1942–1968: Walter Johann Ludwig Fernges
- 1968–1983: Pater Titus Toering (OSA)
- 1984–2010: Hans Rolf Krewinkel[10]
- Seit dem 1. Januar 2010 ist St. Lucia Filialkirche der Pfarrei Sankt Sebastian. Pfarrer für die ganze Pfarrei ist Rainer Gattys, Pfarrvikar ist Karl-Josef Pütz.